# Кузнецов, Сергей Анатольевич
Серге́й Анато́льевич Кузнецо́в (род. 23 ноября 1956, Омск) — российский актёр театра и кино. Заслуженный артист Российской Федерации (2003).

## Биография[1]
Родился 23 ноября 1956 года в Омске.
В 1978 году окончил Российский институт театрального искусства — ГИТИС и начал служить в Санкт-Петербургском театре комедии имени Н. П. Акимова.
С 1978 года — актёр Театра Комедии им. Акимова. Затем он несколько раз уходил из этого театра, работал в Молодом театре (1982—1985), Ленинградском Государственном театре имени Ленинского комсомола (1986—1993), в Театре на Литейном, Театре Ленсовета и Театре «Русская антреприза».
Играл и в других театрах Санкт-Петербурга — в Ленкоме, Театре на Литейном, Театре Ленсовета.
В кино Сергей Кузнецов дебютировал в 1990 году, но активно сниматься начал с 2000 года, сыграв более 60-ти ролей.
В 1995 году вернулся в труппу Театра Комедии.
На Санкт-Петербургском Пятом канале вёл передачу «Песенки нашего двора».
Заслуженный артист Российской Федерации (2003).

## Театральные работы[1]

### Театр комедии им. Акимова
- «Мой вишнёвый садик» А. Слаповского — Васенька (реж. Т. Казакова, 1996)
- «Трудные люди» И. Бар-Йосефа — Саймон (реж. Т. Казакова, 1996)
- «Клавир для начинающих карьеру» М. Салтыкова-Щедрина — Набойкин (реж. Т. Казакова, 1997)
- «Страсти по Мольеру» М. Булгакова — Клеонт (реж. В. Крамер, 1997)
- «Влюблённые» К. Гольдони — Фульдженцио (реж. Т. Казакова, 1998)
- «Деревенская жена» У. Уичерли — Спаркиш (реж. Т. Казакова, 2000)
- «Виндзорские проказницы» У. Шекспира — Форд (реж. Д. Саркисов, 2002)
- «Слишком женатый таксист» Р. Куни — Смит (реж. Р. Самгин, 2004)

### Ленинградский театр имени Ленинского комсомола (1986—1993)
- «Процесс» Э. Манна по сценарию фильма «Нюрнбергский процесс» — Официант (постановка Г. Егорова, реж. В. Ветрогонов, 1986)
- «Сказки Маршака» — Грач (постановка Г. Егорова, реж. Н. Березин, М. Уржумцев, 1986)
- «Стойкий оловянный солдатик», опера-феерия С. Баневича и Н. Денисова — Чертёнок (1986, постановка Г. Егорова)
- «Тамада» А. Галина — Четвериков, жених (постановка Г. Егорова, реж. И. Стручкова, В. Тыкке, 1987)
- «Овод», рок-мюзикл А. Колкера и А. Яковлева — Горбун (постановка Г. Егорова, реж. В. Тыкке, 1988)

### Другие театры
- «Сидеть, лежать, любить» (антреприза, 2000)
- «Месье сутенёр» (антреприза, 2001)
- «Люди древнейших профессий» (реж. В. Михельсон / антреприза, 2005)
- «Папа в паутине, или Слишком женатый таксист-2» (реж. В. Никитенко / «Театр на Литейном», 2006)

## Фильмография

### Роли в кино
1. 1990 — Ленинград. Ноябрь
2. 1990 — Маскарад — Шприх
3. 2000—2001 — Чёрная комната
4. 2000—2005 — Убойная сила — Вадонский
5. 2000—2001 — Агентство НЛС — Анатолий Сергеевич Трошнев
6. 2000—2004 — Вовочка — однополчанин
7. 2001 — Эмигрантка или Борода в очках и бородавочник
8. 2001 — Тайны следствия-1 — Владимир Петрович Краев
9. 2001 — Улицы разбитых фонарей 3 — Виктор Сергеевич Халилов «Хал»
10. 2002 — Агентство «Золотая пуля» — полковник
11. 2002—2003 — Агентство НЛС-2 — Анатолий Сергеевич Трошнев («Гудвин»)
12. 2002 — Пейзаж с убийством — хозяин
13. 2003 — Улицы разбитых фонарей 5 — Виктор Сергеевич Халилов «Хал»
14. 2004 — Агент национальной безопасности 5 — Калюжный, директор «Интерхимфарма»
15. 2004 — Агентство 2 — Седой
16. 2004 — Лопухи
17. 2004 — Ментовские войны-1 — Борис Аркадьевич Крюков, генерал ФСБ
18. 2005 — Братва — начальник ГУВД Колбаскин
19. 2005 — Брежнев
20. 2005 — Ментовские войны-2 — Борис Аркадьевич Крюков, генерал ФСБ
21. 2005 — Одна тень на двоих — картёжник
22. 2005 — Подлинная история поручика Ржевского — Лев Николаевич Панин
23. 2005 — Семья — Тромбон
24. 2005 — Убойная сила-6 — Задонский
25. 2005—2006 — Песенки моего двора — Сергеич
26. 2006 — Большие девочки — Роберт
27. 2006 — Ментовские войны 3 — Борис Аркадьевич Крюков, генерал ФСБ
28. 2006 — Мечта — агент
29. 2006 — Последний день актрисы Марыськиной — Владлен Сергеевич, актёр в роли Фирса
30. 2006 — Сонька Золотая Ручка — Агеев, купец
31. 2007 — Улицы разбитых фонарей 8 — Виктор Сергеевич Халилов
32. 2007 — Безмолвный свидетель-2 — Илья
33. 2007—наст. время — Дюжина правосудия — Аркадий Романович Варычев
34. 2007 — Закон мышеловки — продюсер, сосед Вадима
35. 2007 — Литейный 4 — Лесков
36. 2007 — Срочно требуется Дед Мороз — Сергей, адвокат Анатолия
37. 2008 — Короли игры — Евгений Викторович Матросов, муж-гуляка
38. 2008 — Предприниматель[2] — полковник
39. 2009 — Ещё не вечер — Вадим Сосновский, актёр
40. 2009 — Морские дьяволы 3 — Давид Яковлевич Дубровин (Додик)
41. 2009 — Правило лабиринта
42. 2009 — И один в поле воин — полковник
43. 2009—2010 — Слово женщине — Владимир Романович, продюсер
44. 2010 — Гаишники — Потапов, полковник
45. 2010 — Гончие 3 — Коротнюк
46. 2010 — Сонька. Продолжение легенды — Агеев
47. 2011 — Врача вызвали? — Николай Николаевич Логинов
48. 2011 — Литейный 5 — Борис Фёдорович Баринов
49. 2012 — Бездна — Денис Павлович Сидоренко, генерал
50. 2012—2013 — Чужой район 2 — Виктор Степанович, начальник ЖЭКа
51. 2012 — Время Синдбада — Виктор Сергеевич
52. 2012 — Литейный 7 — Мазаев
53. 2012 — Личные обстоятельства — Ефим Яковлевич, выпускающий редактор теленовостей
54. 2012 — Подземный переход — Валентин Гаврилович
55. 2012 — ППС-2 — Прохоров, прораб
56. 2012 — Ржавчина — Иван Степанович Замятин
57. 2012 — Хмуров — Илья Николаевич Фомин, кандидат в депутаты
58. 2012 — Шоковая терапия — Сорокин
59. 2013 — Хуторянин — Сергей Иванович Байков, начальник УВД, генерал-майор
60. 2013 — Чужой район-3 — Виктор Степанович, начальник ЖЭКа
61. 2014 — Ленинград 46 — Иван Иванович Скороспелов, начальник отдела министерства
62. 2015 — Высокие ставки — Георгий Александрович Игнатевич, отец Филиппа, чиновник
63. 2015 — Такая работа — Константин Павлович Самарин, отец Ольги
64. 2016 — Консультант — Антон Григорьевич Дмитрук, первый секретарь горкома партии
65. 2016 — Так поступает женщина — Иван Семёнович, управляющий банком
66. 2016 — Шаман. Новая угроза — адвокат
67. 2017 — Алмазный эндшпиль — Николай Павлович Хрящевский, криминальный бизнесмен
68. 2018 — Мельник — Михаил Бобровский (Бобёр), барыга
69. 2020 — Адмиралы района — Валентин Максимович Евсеев, депутат ЗакС
70. 2020 — Маша — Гарь

### Озвучка отечественных мультфильмов
1. 2003 — Смешарики — Кар-Карыч (серия «Принц для Нюши»)
2. 2018 — Снежная Королева: Зазеркалье — Пленник пингвинов, все персонажи